# Campionati mondiali di sci alpino 1950
I Campionati mondiali di sci alpino 1950 si svolsero ad Aspen negli Stati Uniti.

## Uomini

### Discesa libera
| Posizione | Atleta        | Nazione |
| --------- | ------------- | ------- |
| 1         | Zeno Colò     | Italia  |
| 2         | James Couttet | Francia |
| 3         | Egon Schöpf   | Austria |

### Slalom gigante
| Posizione | Atleta           | Nazione  |
| --------- | ---------------- | -------- |
| 1         | Zeno Colò        | Italia   |
| 2         | Fernand Grosjean | Svizzera |
| 3         | James Couttet    | Francia  |

### Slalom speciale
| Posizione | Atleta            | Nazione  |
| --------- | ----------------- | -------- |
| 1         | Georges Schneider | Svizzera |
| 2         | Zeno Colò         | Italia   |
| 3         | Stein Eriksen     | Norvegia |

## Donne

### Discesa libera
| Posizione | Atleta                    | Nazione |
| --------- | ------------------------- | ------- |
| 1         | Trude Beiser              | Austria |
| 2         | Erika Mahringer           | Austria |
| 3         | Georgette Thiolère-Miller | Francia |

### Slalom gigante
| Posizione | Atleta                   | Nazione |
| --------- | ------------------------ | ------- |
| 1         | Dagmar Rom               | Austria |
| 2         | Trude Beiser             | Austria |
| 3         | Lucienne Schmidt-Couttet | Francia |

### Slalom speciale
| Posizione | Atleta          | Nazione |
| --------- | --------------- | ------- |
| 1         | Dagmar Rom      | Austria |
| 2         | Erika Mahringer | Austria |
| 3         | Celina Seghi    | Italia  |

## Medagliere
| Pos | Nazione  | Oro | Argento | Bronzo | Totale |
| --- | -------- | --- | ------- | ------ | ------ |
| 1   | Austria  | 3   | 3       | 1      | 7      |
| 2   | Italia   | 2   | 1       | 1      | 4      |
| 3   | Svizzera | 1   | 1       | 0      | 2      |
| 4   | Francia  | 0   | 1       | 3      | 4      |
| 5   | Norvegia | 0   | 0       | 1      | 1      |